# Кантон (Миссисипи)
Кантон (англ.  Canton ) — город и административный центр округа Мадисон в штате Миссисипи США.

## Описание
Административный центр округа Мадисон с 1834 года. Находится в центральном Миссисипи. Город расположен на низком водоразделе между реками Перл и Биг-Блэк в 20 милях (32 км) к северу от Джэксона. Переработка птицы и производство офисной мебели являются основными отраслями промышленности. Это рыночный центр для сельскохозяйственного региона, который производит хлопок, соевые бобы и скот. Неподалеку находятся окаменевший лес Миссисипи, парковая дорога Натчез-Трейс и водохранилище Росс Р. Барнетт. В июле проводится чемпионат Миссисипи по воздухоплаванию. Посетители могут совершить экскурсию по десяткам довоенных домов Кантона. Инкорпорирован как  таун с 1836 года.

## Население
| 1870 | 2010    | 2012    | 2020    |
| ---- | ------- | ------- | ------- |
| 1963 | ↗13 189 | ↗13 218 | ↘10 948 |